# Prosciurillus rosenbergii
Prosciurillus rosenbergii is een zoogdier uit de familie van de eekhoorns (Sciuridae). De wetenschappelijke naam van de soort werd voor het eerst geldig gepubliceerd door Jentink in 1879.